# Barbara Nawratowicz
Barbara Nawratowicz-Stuart (ur. 19 listopada 1932 w Poznaniu, zm. 10 maja 2024 w Szwajcarii) – polska aktorka, artystka kabaretowa i dziennikarka radiowa, w latach 1956–1965 jedna z założycielek i pierwszych gwiazd Piwnicy pod Baranami, w latach 1965–1994 autorka audycji i korespondentka Rozgłośni Polskiej Radia Wolna Europa.

## Życiorys
Urodziła się 19 listopada 1932 w Poznaniu jako córka Stefanii Witter, spokrewnionej z rodem Sapiehów i Franciszka Nawratowicza. Matka należała do Przysposobienia Wojskowego Kobiet (PWK), gdzie młode kobiety przechodziły szkolenia w zakresie obronności. Wcielona do armii walczyła w kampanii wrześniowej i uciekła z niewoli. Podczas okupacji hitlerowskiej wstąpiła do Armii Krajowej. Została skierowana do urzędu pracy w Czortkowie (województwo Tarnopol), gdzie z narażeniem życia fabrykowała kenkarty (dowody osobiste) dla polskich Żydów. Dosłużyła się stopnia podporucznika. Po kapitulacji Niemiec w 1945 została aresztowana. Uwolniono ją w dowód wdzięczności za wystawienie fałszywej kenkarty po interwencji jednego z wpływowych żydowskich funkcjonariuszy UB. Ojciec Barbary, Franciszek Nawratowicz był nauczycielem w Poznaniu, zginął jako oficer rezerwy podczas działań wojennych 1939/40 (prawdopodobnie na Syberii). Po wybuchu wojny Barbara Nawratowicz schroniła się z babcią w jednej z podwarszawskiej wsi, a następnie przeniosła się z mamą, babcią i bratem Andrzejem do Czortkowa, gdzie ukończyła V kl. szkoły podstawowej. W 1944 przeniosła się z rodziną do Zakopanego, gdzie ukończyła III klasę gimnazjum. W 1946 jej matka powtórnie wyszła za mąż za Witolda Augustyńskiego, młodszego syna prof. Jana Augustyńskiego, osobistego ucznia Stanisławy Przybyszewskiej. W 1948 przeniosła się z rodziną do Nałęczowa, a następnie do Lublina. W 1951 zdała maturę w gimnazjum im. Unii Lubelskiej w Lublinie. Miała brata Andrzeja Nawratowicza, absolwenta rolnictwa na UMCS w Lublinie.
Studiowała prawo na Uniwersytecie Marii-Curie Skłodowskiej, Uniwersytecie Jagiellońskim i Uniwersytecie Warszawskim. Tytuł magistra prawa międzynarodowego uzyskała 28 czerwca 1956. Po ukończeniu studiów wyższych odbyła obowiązkową praktykę w sądzie w Gdańsku.
W październiku 1951 jako studentka pierwszego roku UMCS w Lublinie została zatrzymana pod zarzutami udziału w konspiracyjnej, antystalinowskiej organizacji studenckiej przez funkcjonariuszy Urzędu Bezpieczeństwa Publicznego w Lublinie przy ul. Chopina, kierowanego wówczas przez prominentnego funkcjonariusza aparatu bezpieczeństwa Mikołaja Krupskiego, późniejszego generała brygady MO. Spędziła trzy miesiące, w tym Boże Narodzenie 1951 w niewielkiej, ciemnej, lodowatej celi z kamienną podłogą, znajdującej się w piwnicach tamtejszego urzędu. Siedziała w jednej celi z wnuczką Leona Wyczółkowskiego i panią Józefą z Chełmszczyzny, którą uwięziono za kontakty z grupą „Ognia”. Lepiła kulki z chleba i robiła z nich różańce, aby dodać otuchy sobie i koleżankom. Była wielokrotnie bita i przesłuchiwana przez funkcjonariuszy. Wybito jej zęby, złamano trzy żebra i uszkodzono kręgosłup. Rodzinie nie przekazano żadnych informacji na jej temat. Ojczym, Witold Augustyński podejmował bezskuteczne próby ustalenia miejsca jej pobytu, interweniując w organach bezpieczeństwa państwa zarówno w Lublinie, jak i MBP w Warszawie. W tym okresie jego stryj, Zygmunt Augustyński, skazany w pokazowym procesie odsiadywał we Wronkach karę 15 lat więzienia. 4 grudnia 1951 matka przekonana, że Barbara nie żyje zamówiła mszę św. za spokój jej duszy. Przed zwolnieniem podpisała oświadczenie o dochowaniu tajemnicy. Na wolności była przesłuchiwana jeszcze kilkakrotnie.

### Inwigilacja przez Służbę Bezpieczeństwa PRL
W archiwach Instytutu Pamięci Narodowej w Krakowie znajduje się zobowiązanie z 28 stycznia 1954 następującej treści:

Ja, Nawratowicz Barbara zobowiązuję się do udzielenia informacji Urzędowi Bezpieczeństwa Publicznego o wrogiej działalności z jaką się spotkam na terenie uczelni oraz poza uczelnią, jak również będę dążyć do wykrywania wrogów Polski Ludowej oraz paraliżowania ich wrogiej działalności skierowanej przeciw obecnej rzeczywistości. (...)

W książce pt. „Kula w łeb” wydanej w 2022 w Krakowie Barbara Nawratowicz opisała zdarzenie, kiedy została wezwana do gabinetu rektora uczelni przez funkcjonariusza UB, który terroryzował ją i groził więzieniem:

Podsunął mi papier i kopiowy ołówek sycząc, że mam pisać co mi podyktuje, albo wylecę z uniwersytetu z „wilczym biletem”, czyli zakazem studiów na wszystkich uczelniach w PRL i to samo spotka mojego brata Andrzeja, który studiował rolnictwo na UMCS w Lublinie. (...) Ten chamski ubek, z dużym deficytem edukacji, podyktował mi fatalną polszczyzną „zobowiązanie”. (...) Ponury ubek dolepił mi ksywę „Sportowiec” i skasował przysługującą mu premię za werbunek.

Poza zobowiązaniem z 1954 nie jest znany żaden dokument, wskazujący na jej współpracę z organami bezpieczeństwa PRL. W październiku 1957 Barbara Nawratowicz była inwigilowana przez TW „Lipiński”, którym był kolega ze studiów na UMCS w Lublinie, późniejszy brutalny PRL-owski prokurator w Krakowie, Henryk S. Oto w jaki sposób Barbara Nawratowicz relacjonowała swoje kontakty z organami SB:

W ofiarowanych mi w IPN-ie „teczkach” znalazłam kalejdoskop donosów niezliczonych agentów, pilnujących nieomal każdego mojego kroku, jakbym nosiła granat w kieszeni. Nie ma natomiast żadnych moich donosów, bo też nigdy na nikogo nie donosiłam, ani osobiście, ani na piśmie. Nie ma też barwnych opisów różnego rodzaju okrutnych tortur, którymi próbowano wydusić ze mnie zeznania. Nic też dziwnego, że wkrótce zrezygnowali z moich usług jako węszącego psa i nadal mnie gorliwie śledzili. Więc znów ogarnął mnie syndrom ściganego zająca, bo nieustannie za mną chodzili jacyś nieznani mi faceci, przysiadywali się do mnie w kawiarniach i próbowali nieudolnie nawiązywać ze mną znajomość.

Wymaścił na dwóch stronach maszynopisu barwne opowiadanie o mojej dziennej działalności, ozdabiając je zapierającym dech w piersiach opisem mojej osoby. A więc zauważył, że ja „robię wrażenie, że jestem kobietą pustą, hołdującą fryzurą i ubraniem francuskiej modzie, jestem zmęczona życiem, wyuzdana i biedna”. Rozbrajające idiotyzmy kapusia, udającego psychologa. Szkoda, że nie ma w mojej teczce opisu jednego z moich przesłuchań w Lublinie... Ale ten krakowski mistrz wywiadu w swoim barwnym raporcie zaleca, aby mnie wezwano na przesłuchanie.

Wchodzę do biura, trzęsąc się ze strachu. Za biurkiem siedzi bardzo grzeczny, elegancki młody mężczyzna i uśmiecha się zachęcająco. Wstaje, podaje mi rękę na powitanie i prosi, żebym usiadła. No, to już prawdziwa zmiana warty, nowy narybek SB wśród starej gwardii UB. Sprawdza nazwisko, wyciąga z szuflady moją „teczkę”, kładzie przede mną i pyta czy nie chciałabym wreszcie zgodzić się na współpracę, co biorąc pod uwagę moją obecną sytuację materialną, mogłoby znacznie ułatwić mi życie. Dodał, że zostałabym agentem w „Piwnicy pod Baranami”. Zdębiałam, ale odpowiedziałam grzecznie, że nadal nie mam ochoty na donosicielstwo, więc niech znajdą sobie kogoś innego. Pożegnaliśmy się całkiem przyjaźnie, ale za mną wytrwale łazili, spisując skrupulatnie moje codzienne i conocne życie w Krakowie. I trwała ta nagonka służb bezpieczeństwa aż do kwietnia 1965 roku, gdy udało mi się uciec z PRL.

### Kariera sceniczna
W 1952 w Krakowie poznała Piotra Skrzyneckiego (wówczas studenta historii sztuki UJ), stojąc w kolejce po kartki do studenckiej stołówki. Następnie studiowała na Uniwersytecie Warszawskim. Po ukończeniu studiów prawniczych w Warszawie i odbyciu praktyki w Gdańsku, zdecydowała się na powrót do Krakowa. Po opuszczeniu pociągu, idąc Plantami natknęła się na Piotra Skrzyneckiego, który zaprosił ją do pomieszczeń piwnicznych w pałacu „Pod Baranami”, służących wówczas do magazynowania węgla na opał. Piwnica pod Baranami powstała na fali październikowej odwilży 1956, gdy młodzież przystąpiła do tworzenia klubów, teatrów i kabaretów. Z początku Małgorzata Hiller zaproponowała jej przeczytanie kilku własnych wierszy. Następnie Kazimierz Wiśniak napisał dla niej słynny monolog Markizy. Program Piwnicy opierał się na autentycznych tekstach, wcale nie zabawnych. Publiczność pokładała się ze śmiechu przy „złotych myślach Nikity Chruszczowa” albo „wstępie do teorii marksizmu” Adama Schaffa. Barbara Nawratowicz czytała je głosem tak namiętnym, że brzmiały jak monolog nasycony erotyzmem, a publiczność bezbłędnie napełniała je własną treścią. Pośród widzów zawsze siedzieli funkcjonariusze bezpieki. W skeczu „Buduar Kokoty” Barbara Nawratowicz przebrana w obcisły gorset, czarne boa i melonik podśpiewywała hymn radzieckiej młodzieży i robiła makijaż, zamaszyście rozmazując krwistoczerwoną szminkę. Kreowała także postać Królowej Duńskiej i Holenderskiej Striptizerki, rozbierając na scenie rower.
Była współzałożycielką kabaretu „Remiza” w Klubie „Pod Jaszczurami” w Krakowie.
Jako aktorka występowała na deskach teatru, m.in. w Teatrze Lalki i Aktora „Groteska” w Krakowie (1957–1958) oraz Teatrze im. Stefana Żeromskiego w Kielcach i Radomiu (1958–1959).
W 1963 wystąpiła u boku Andrzeja Łapickiego w etiudzie Febliki Tatiany.

### Pobyt na emigracji
Z końcem 1963 opuściła Kraków z powodu represji organów bezpieczeństwa państwa oraz „toksyczności” związku z Wiesławem Dymnym, który pogrążał się w nałogu alkoholowym. Przez szereg lat konsekwentnie odmawiano jej wydania paszportu. Krótko przed spektaklem teatru sensacji „Kobra” zagroziła „panom z Rakowieckiej”, że jeśli nie wydadzą jej paszportu, to przed wielomilionową widownią telewizyjną, zamiast swojej roli powie „co myśli o tym całym bagnie”. Przed występem przyszedł telegram, że ma odebrać paszport. Podczas pierwszego wyjazdu na Zachód w 1965 poprosiła o azyl polityczny w Danii. Odrzuciła ofertę rządowej pomocy materialnej i podjęła pracę na nocną zmianę w fabryce w Kopenhadze oraz jako sprzątaczka w żeńskim klasztorze za wikt, opierunek i kieszonkowe. W wolnym czasie, na maszynie do pisania wypożyczonej od przeoryszy klasztoru redagowała teksty dla Radia Wolna Europa. Jej nazwisko znalazło się na indeksie władz PRL. Pomijano ją natomiast w opracowaniach na temat Piwnicy lub pojawiała się jako Barbara N. Artyści Piwnicy otrzymali zakaz utrzymywania z nią kontaktów.

### Działalność radiowa
Karierę dziennikarską rozpoczęła podczas studiów prawniczych na Uniwersytecie Warszawskim jako prowadząca stałą audycję zatytułowaną „Una” w Programie III Polskiego Radia. Wkrótce po udaniu się na emigrację otrzymała propozycję pracy w rozgłośni Radia Wolna Europa (RWE) od dyrektora sekcji polskiej Jana Nowaka-Jeziorańskiego, który osobiście spotkał się z nią w Kopenhadze. 16 listopada 1965 Barbara Nawratowicz została redaktorem sekcji polskiej RWE. Od tego czasu przez ponad dwadzieścia lat mieszkała w Monachium. W latach 1978–1986 była reżyserem w Dziale Realizacji. Ponadto redagowała program informacyjny „Panorama Dnia”, cotygodniową audycję „Europa za 5 dolarów”, a także tworzyła satyryczne programy okolicznościowe (szopki noworoczne). Szczególną popularność zdobyła jako prowadząca pięćdziesięciominutowej audycji muzycznej „Rendez-vous o 6:10”, której emisja odbywała się codziennie.
Po wyjeździe w 1987 do Australii została korespondentką RWE w tym kraju. Przez prawie trzydzieści lat mieszkała w Queensland, Polskę odwiedzała okazjonalnie. W kwietniu 2015 powróciła na stałe do Krakowa.

## Śmierć
Zmarła 10 maja 2024 w Szwajcarii, gdzie wyjechała by dokonać eutanazji. Uroczystości pogrzebowe odbyły się w bazylice Mariackiej. Urna z prochami aktorki została złożona na cmentarzu Rakowickim w Krakowie.

## Życie prywatne
Była dwukrotnie zamężna. Pierwszy mąż Zaręba był synem ważnego działacza w Samopomocy Chłopskiej, co stwarzało nadzieję na pozbycie się problemów z bezpieką. Małżeństwo rozpadło się po krótkim czasie. Drugim mężem był David Stuart, potomek rodziny Stuartów, władców Szkocji. Była z nim związana do jego śmierci.
W okresie aktywności w „Piwnicy pod Baranami” poznała się z Wiesławem Dymnym, w którym z wzajemnością się zakochała i przez siedem lat pozostawała w związku. Po czasie określiła tę relację jako „burzliwą, gwałtowną i nieco toksyczną”. Kazimierz Kutz wspominał, że był to związek pełen przywiązania i zazdrości. Zdarzało się, że do hotelu Francuskiego w Krakowie zapraszał Barbarę Nawratowicz i Wiesława Dymnego (zamieszkujących wspólnie przy ul. św. Jana 3) premier Józef Cyrankiewicz, który był znajomym Dymnego. Według relacji Nawratowicz, Dymny kreślił dla Cyrankiewicza sprośne rysunki, a po paru głębszych wyzywał go od „łysych pał”, „komunistycznych gnojów” i „ostatnich skur...”, na co Cyrankiewicz reagował śmiechem, a Barbara przerażeniem.
Przyjaźniła się z Piotrem Skrzyneckim, z którym zamieszkiwała na strychu w Bronowicach w 1952 w Krakowie.

## Upamiętnienie

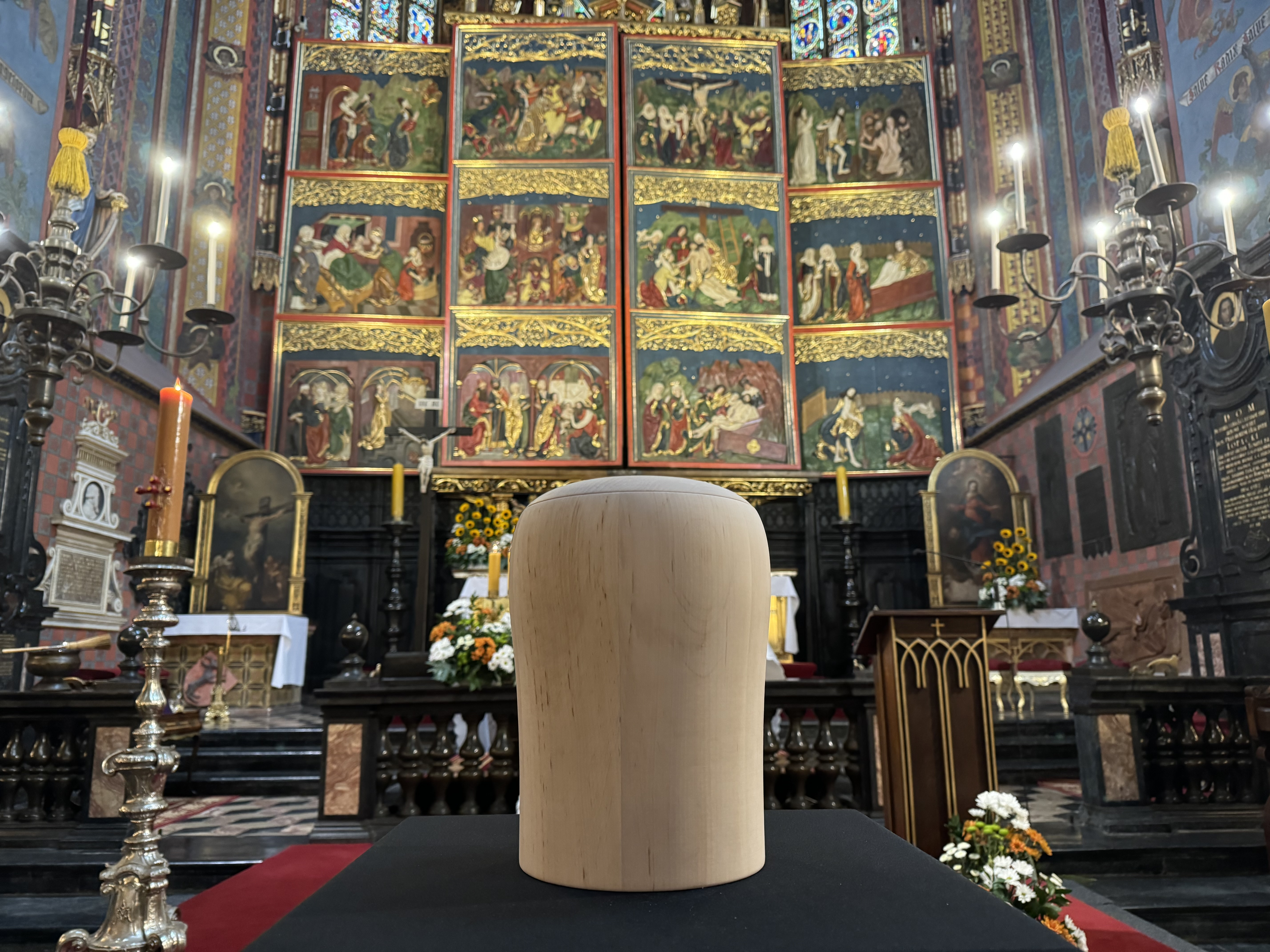
Urna z prochami śp. Barbary Nawratowicz-Stuart w Bazylice Mariackiej w Krakowie podczas uroczystości pogrzebowych 15 października 2024

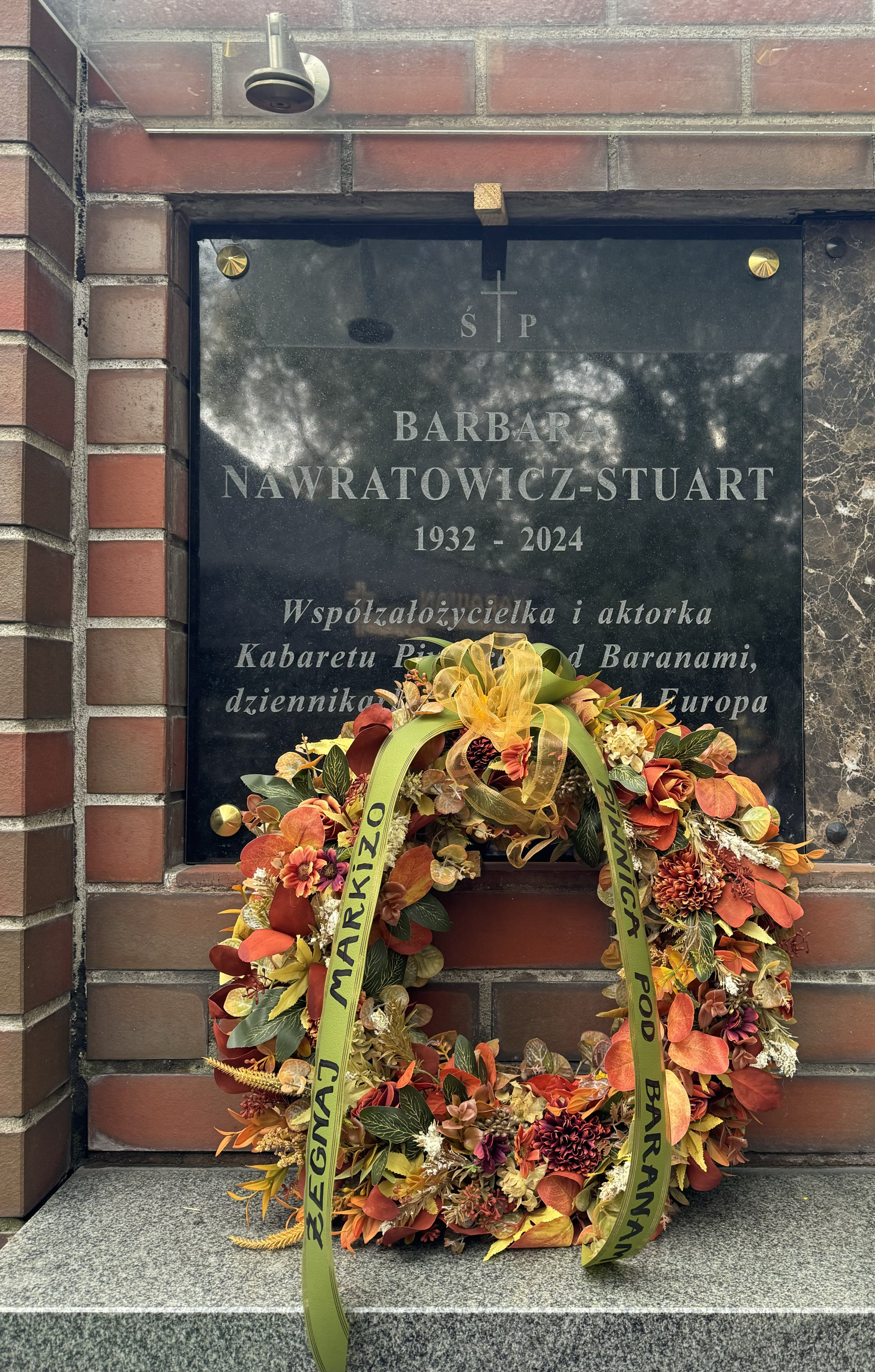
Miejsce pochówku na cmentarzu Rakowickim w Krakowie

- W 2012 nakładem wydawnictwa Petrus ukazała się jej książka Kabaret „Piwnica pod Baranami”. Fenomen w kulturze PRL będąca zbiorem zachowanych w jej archiwum tekstów; wierszy, piosenek, programów artystycznych z początków „Piwnicy pod Baranami” opatrzonych autorskim komentarzem[24].
- 15 października 2024 w Bazylice Mariackiej w Krakowie ks. Dariusz Raś odprawił nabożeństwo żałobne za spokój duszy śp. Barbary Nawratowicz-Stuart, ks. Andrzej Augustyński wygłosił okolicznościowe kazanie[25]. Następnie urna z jej prochami spoczęła na cmentarzu Rakowickim w Krakowie[26].
- 15 października 2024 Prezydent Krakowa Aleksander Miszalski uroczyście odsłonił tablicę poświęconą Barbarze Nawratowicz-Stuart[27], która przekazała placówce pn. „Centrum dla Niewidomych i Słabowidzących” w Krakowie przy ul. Tynieckiej 6 kwotę ponad 2 mln złotych oraz wyposażenie do zajęć[28].

## Odznaczenia
- Krzyż Kawalerski Orderu Zasługi Rzeczypospolitej Polskiej „za wybitne zasługi w propagowaniu polskiej kultury” (8 października 1999)[29]
- Odznaka „Honoris Gratia” „w uznaniu zasług dla Krakowa i jego mieszkańców” (5 września 2017)[30]